# Albert-Schweitzer-Buchpreis
Der Albert-Schweitzer-Buchpreis war ein deutscher Literaturpreis, den der Verleger Helmut Kindler gestiftet hatte.

## Geschichte
Den Buchpreis – benannt nach Albert Schweitzer – hatte Helmut Kindler als damaliger Eigentümer des Kindler Verlages in der ersten Hälfte der 1950er Jahre gestiftet. Die Preisverleihung fand jeweils am 14. Januar, dem Geburtstag von Albert Schweitzer, statt. Der für das Jahr 1963 nominierte Preisträger Kurt Grossmann lehnte die Annahme des Preises ab.

## Preisträger
- 1956: Walter Braun für Die langen Reisen
- 1957: Roger Ikor für Die Söhne Abrahams
- 1961: Philip Noel-Baker für Die Konkurrenz der Waffen[1]
- 1963: Nominiert Kurt Grossmann für Ossietzky: Ein deutscher Patriot
- 1966: Wolfgang Weyrauch für Das erste Haus hieß Frieden
- 1973: Heinrich Satter für Modell Nächstenliebe